# Pătratul Sator

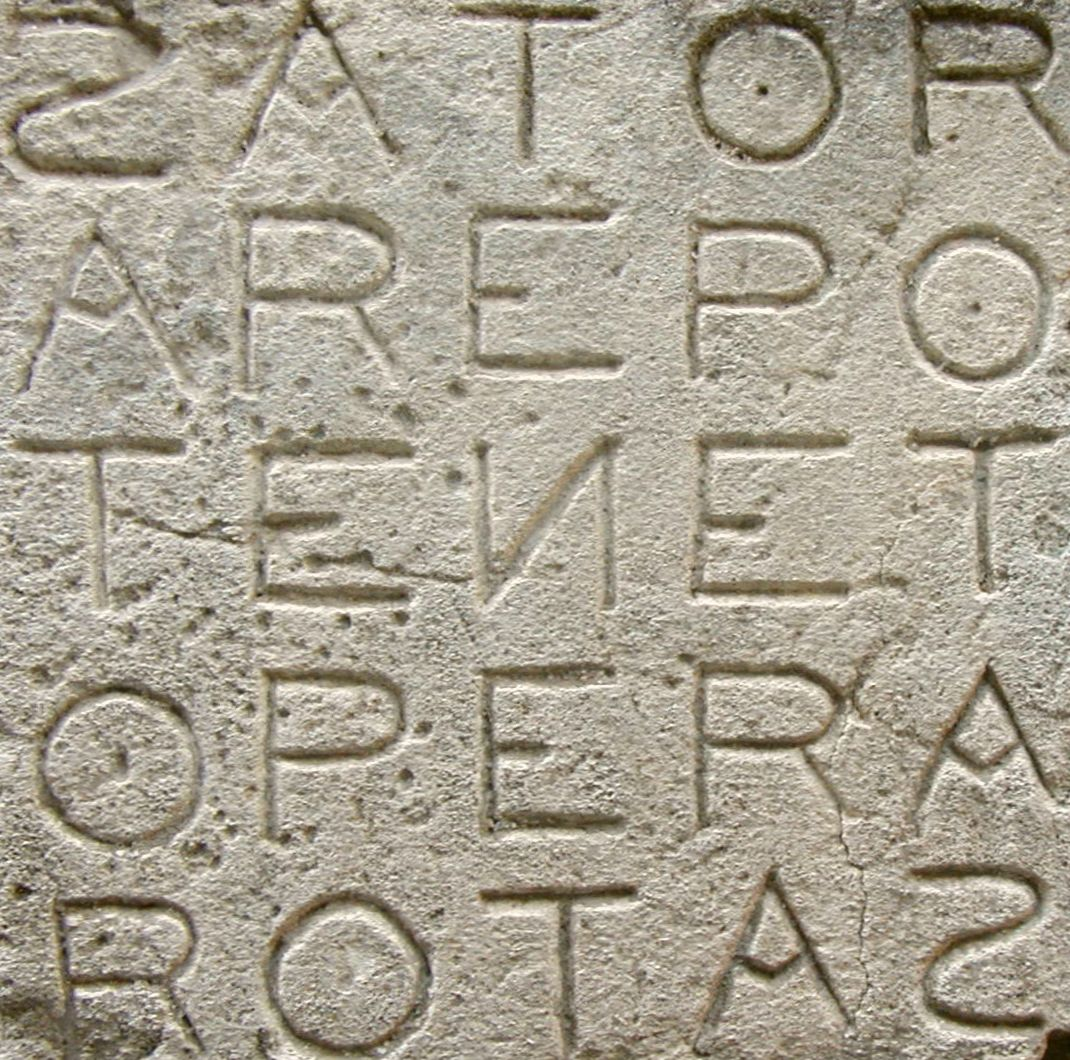
Un Pătrat Sator în Oppède, Franța

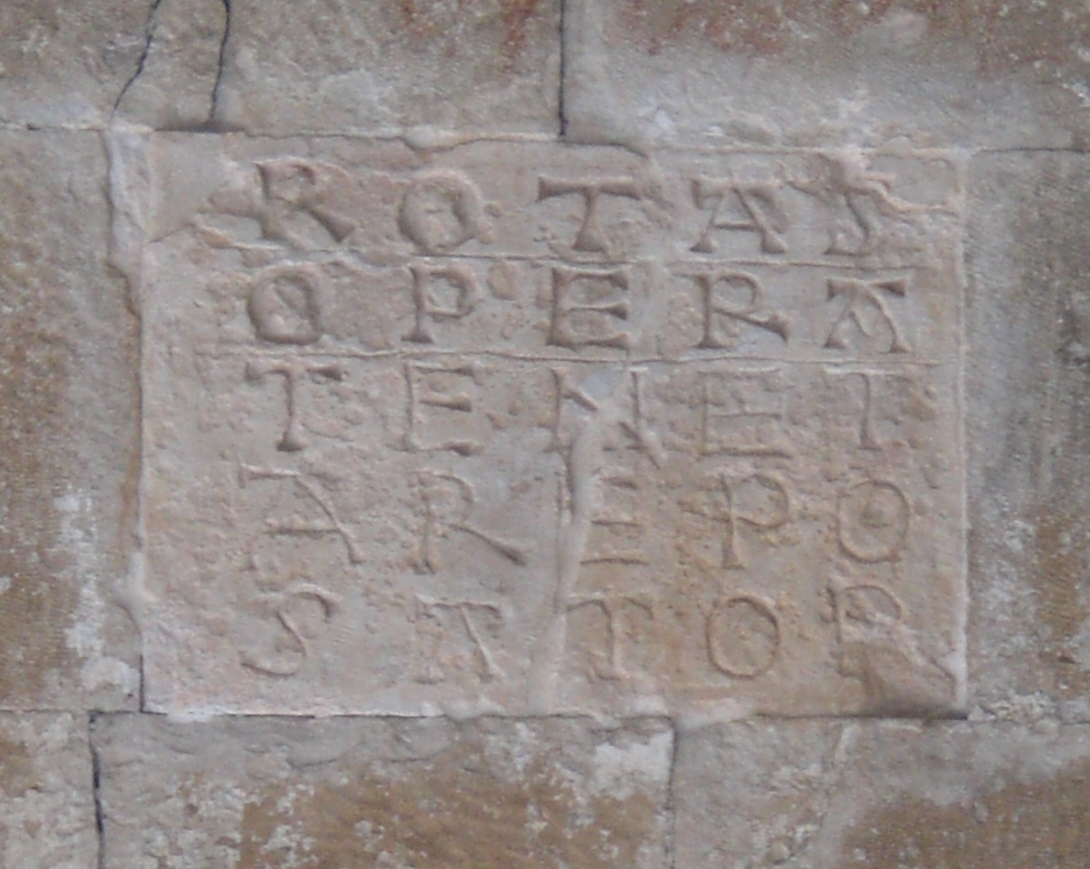
Pătratul Sator pe un zid de cărămidă din secolul al VIII-lea în Biserica Sf. Petru ad Oratorium din Capestrano, Italia.

Pătratul Sator este o inscripție latină recurentă, sub forma unui pătrat magic, alcătuită din următoarele cinci cuvinte: SATOR, AREPO, TENET, OPERA, ROTAS. Iuxtapunerea lor, în ordinea indicată, dă naștere unui palindrom, adică a unei fraze care rămâne identică dacă este citită de la stânga la dreapta și invers sau de sus în jos și invers.
Inscripția a fost obiectul unor descoperiri arheologice frecvente, atât în epigrafe de piatră, cât și în graffiti, însă sensul și semnificația simbolică sunt încă obscure, în ciuda numeroaselor ipoteze formulate.

## Structura
Prin plasarea cuvintelor într-o formă pătrată, se obține o structură care amintește cea a pătratelor magice de tip numeric. După cum se poate vedea, textul poate fi citit de sus în jos, de jos în sus, de la stânga la dreapta sau de la dreapta la stânga. În centrul pătratului, cuvântul TENET formează o cruce palindromă.
Cea mai veche formă a pătratul are cuvântul "ROTAS" pus pe linia superioară, dar în timp, versiunea cu cuvântul "SATOR" pe linia superioară a devenit dominantă. De obicei pătratul este 5X5 format din cinci cuvinte de 5 litere, având astfel 25 de litere în total. Aceste 25 de litere provin toate din 8 litere latine: 5 consoane (S, T, R, P, N) și 3 vocale (A, E, O).
| R O T A S |
| O P E R A |
| T E N E T |
| A R E P O |
| S A T O R |

| S A T O R |
| A R E P O |
| T E N E T |
| O P E R A |
| R O T A S |

În special, acesta este un palindrom pătrat în 2D, care este atunci când un text pătrat admite patru simetrii: identitate, două reflexe diagonale și rotație de 180 de grade. După cum se poate vedea, textul poate fi citit de sus în jos, de jos în sus, de la stânga la dreapta sau de la dreapta la stânga; și poate fi rotit la 180 de grade și poate fi citit în toate aceste moduri.

## Traducere

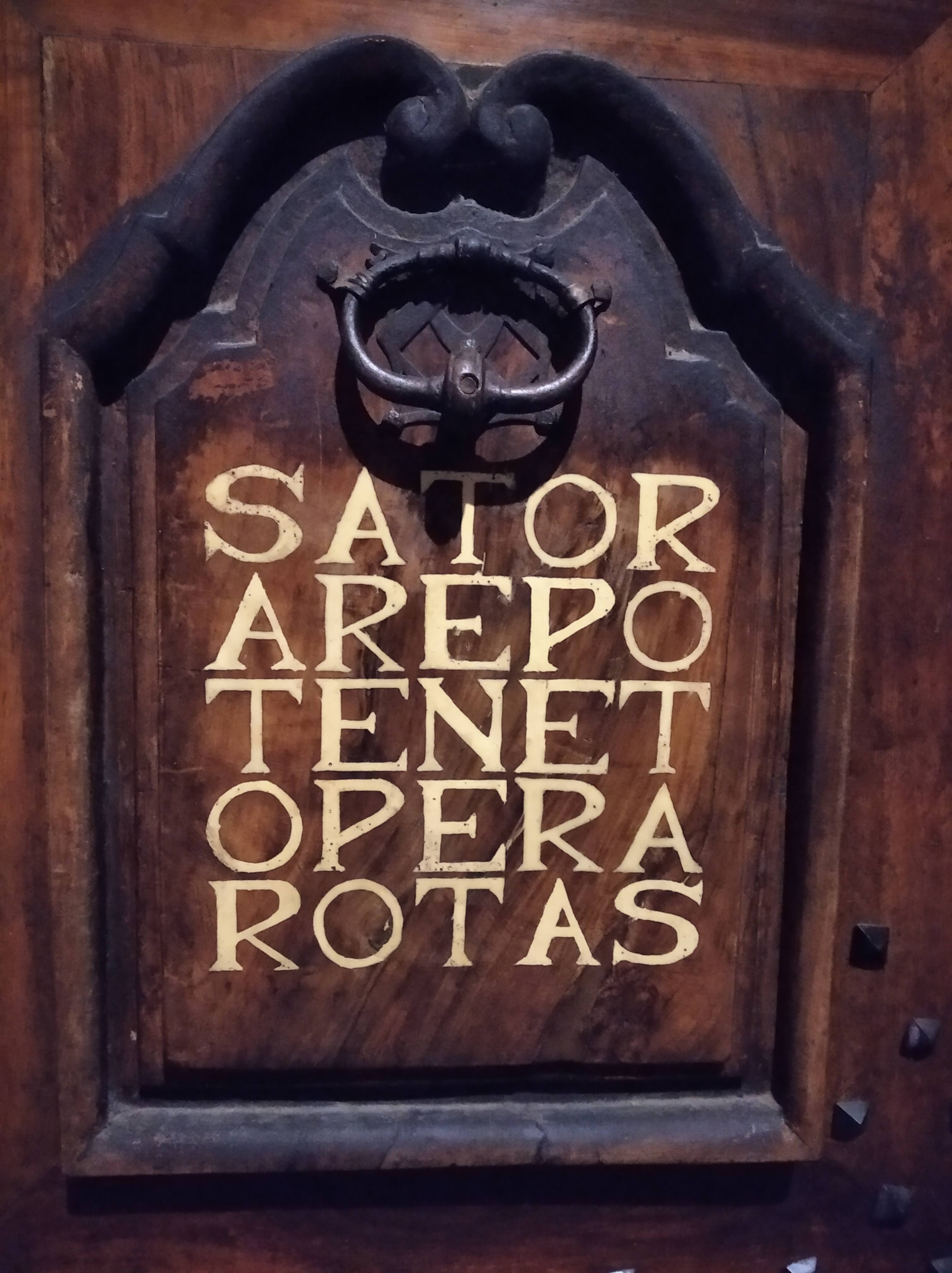
Pătratul Sator pe o ușă de lemn în Grenoble (Franța).

SATOR(substantiv nominativ sau vocativ) (din serere=a semina) semănător, plantator, întemeietor, fondator, progenitor (de obicei divin); originator.
AREPOnecunoscut, probabil un nume propriu, fie inventat sau, poate, de origine egipteană; formă codificată a numelui Harpocrates sau Hor-Hap (Serapis).
TENET(verb) (din tenere=a ține) el/ea ține, keeps, cuprinde, pricepe, stăpânește, păstrează, susține.
OPERA(substantiv nominativ, ablativ sau acusativ) lucru, grijă, ajutor, muncă, serviciu, efort/necaz; (din opus): (substantiv nominativ, accusativ sau vocativ) lucrează, face; (ablativ) cu efort.
ROTAS(rotās, acusativ plural, din rota) roată.
O traducere probabilă este „Fermierul Arepo are [de] lucru rotește [un plug]”; adică fermierul își folosește plugul ca formă de muncă. Deși nu este o propoziție semnificativă, ea este o propoziție gramaticală; poate fi citit de sus în jos și viceversa, de la stânga la dreapta și iarăși viceversa. C. W. Ceram citește pătratul ca un bustrofedon (în direcții ce se alternă). Dar, deoarece ordinea cuvintelor este foarte liberă în latină, traducerea este aceeași. Dacă Pătratul Sator este citit ca un bustrofedon, în sens invers, cuvintele devin "SATOR OPERA TENET", cu secvența inversată.
Având în vedere că șirul consoanelor externe din Pătrat, unit cu literele centrale al Pătratului produce STRN și că SaTuRN era zeul roman al ciclurilor timpului, al agriculturii și al magiei, această afirmație făcută The Museum of Witchcraft and Magic este deosebit de relevantă: „Sator poate inițial a fost un nume sacru al zeului Saturn. Savantul roman Marcus Terentius Varro (De Lingua Latina, 5,64) a fost de părere că numele Saturn și-a avut originea în verbul sero (semăna/zămisli), din care provine substantivul sator.”. Teoria este afirmată în continuare când se observă că consoarta lui Saturn este Ops, din care provine termenul „opus”, a cărei formă plurală este „opera”.
Cuvântul arepo este un hapax legomenon, care nu apare nicăieri în literatura latină. Asemănarea sa cu arrepo, de la ad + repo, trad. „mă târăsc spre”, poate fi coincidentă. Majoritatea celor care au studiat Pătratul Sator sunt de acord că este un nume propriu, fie o adaptare a unui cuvânt non-latin, fie cel mai probabil un nume inventat special pentru această propoziție. Jérôme Carcopino credea că provine dintr-un cuvânt celtic, din limba galică, pentru plug. David Daube susținea că cuvântul arepo reprezenta o redare ebraică sau arameică a literelor Ἄλφα ω sau „Alfa-Omega” (vezi Apocalipsa 1:8) de către primii creștini. J. Gwyn Griffiths spunea că a venit, prin intermediul orașului egiptean Alexandria, de la numele în limba egipteană Ḥr-Ḥp, nume ce el considera că însemna „fața lui Apis”. O origine în Egiptul greco-roman a fost susținută și de Miroslav Marcovich. El afirma că Arepo este o prescurtare latinizată a numelui Harpocrate, zeul soarelui ce răsare, în unele locuri numit Γεωργός `Aρπον, ce corespunde numelui Arepo din Pătratul Sator. Dacă se acceptă faptul că unul sau mai multe nume de zei sunt codificate în Pătratul Sator, atunci acest „pătrat magic” ar putea fi considerat un exemplu de mandala teoforic.
Dacă se consideră că cuvântul arepo este în a doua declinare, desinența -o ar putea pune cuvântul în cazul ablativ, dându-i sensul de "prin [arepus]". Folosind această definiție și a ordinului de citire a bustrofedonului se poate traduce fraza așa: „Semănătorul lucrează pentru măiestrie prin rotirea roții”.

## Istoria misteriosului pătrat
Acest curios pătrat magic este vizibil pe un număr surprinzător de mare de descoperiri arheologice, împrăștiate aproape peste tot în Europa. Exemple au fost găsite la Roma, în subsolul bazilicii Santa Maria Maggiore, în ruinele romane ale orașului englez Cirencester] (vechiul Corinium), în castelul de la Rochemaure (Rhône-Alpes), în Oppède, în Vaucluse, în Puy-en-Velay, în curtea Capelei Saint-Claire, pe peretele Catedralei din fața Palatului Arhiepiscopului în Siena, în Certosa di Trisulti din Collepardo (Italia), în Santiago de Compostela (Spania) în ruinele cetății romane din Aquincum (Ungaria), în Riva San Vitale din Elveția.
Uneori, cele cinci cuvinte se găsesc aranjate într-o formă radială, ca cea din Abbazia di Valvisciolo din Sermoneta (în orașul Latina, Italia) sau într-o formă circulară, ca cea din Biserica Colegiata din Sant’Orso din Aosta. În centrul acestui ultim mozaic este înfățișat Samson ce omoară leul, o aluzie la sensul ascuns în fraza „Sator” care înconjoară cercul central. De fapt, potrivit Bibliei, Samson, după ce a ucis animalul, în timpul unei sărbători a spus o ghicitoare filistenilor: „Mâncarea a ieșit din devorator și desertul a ieșit din fort”, pe care oaspeții nu au putut rezolva.
Pătraul Sator se poate găsi și într-un număr foarte mare de biserice medievale mai mici din Italia și Franța.
Cele mai vechi și celebre exemple sunt cele incomplete găsite în 1925 în timpul săpăturilor de la Pompeii, gravate pe o coloană a casei lui Paquius Proculo și cea găsită în noiembrie 1936 pe o coloană din Palestra Grande, tot în Pompeii.Aceasta din urmă a avut o importanță deosebită în studiile istorice referitoare la această frază-palindrom, deoarece este completă și îmbogățită de alte semne interesante care nu au fost găsite în alte părți și a fost gravată cu siguranță înainte de erupția vulcanului Vezuviu din 79 d.Hr.
Nu există exemplare cunoscute înainte de epoca creștină.

## Simbologia creștină

Anagrama SATOR AREPO TENET OPERA ROTAS

Citirea în interiorul palindromului a cuvântului "PATERNOSTER", sub formă de crux dissimulata, are loc prin anagramă.
Prezența palindromului în multe biserici medievale duce la considerarea că - oricât ar fi avut o origine mai veche - este un simbol care se încadrează în cultura creștină din acea perioadă. Pornind de la identificarea Satorului, tradus „semănătorul”, cu Creatorul (vezi Pilda semănătorului și Pilda bobului de muștar), unii savanți au propus următoarea interpretare: «Creatorul, autorul tuturor lucrurilor, menține cu grijă operele lor». Alții susțin că, în concordanță cu obiceiurile răspândite în Evul Mediu, utilizarea Pătratului Sator într-un cadru creștin a trebuit să corespundă unori scopuri apotropaice, așa cum s-a întâmplat pentru multe alte inscripții sugestive, precum „Abracadabra” sau „Abraxas”.
Dacă pe de o parte numărul mare de descoperiri în lăcașurile de cult medievale arată că palindromul a avut o semnificație religioasă în epoca medievală, contextul utilizării sale în vremurile anterioare creștinității este mai controversat. Descoperirea Pătratului numit „Latercolo Pompeiano”, datând din erupția Vezuviului din 79, a stârnit multe controverse cu privire la originea creștină a Pătratului Sator, deoarece, deși prezența comunităților creștine în Pompeii și Herculaneum și în zona regiunii Campania este un fapt documentat, literele A și O așezate pe laturile crucii sunt o referire la simbolismul literelor grecești Alfa și Omega, a cărei prima apariție în sfera creștină este atestată în Apocalipsa lui Ioan, datează mai târziu (chiar dacă în contextul evreiesc, simbolismul este prezent și în Vechiul Testament).
Primul care a emis ipoteza tezei Apocalipsei a fost F. Grosser, care a observat cu spirit enigmatic ansamblul literelor care o compun și a subliniat cum acestea pot servi pentru a compune o cruce, în care cuvântul Paternoster se încrucișează pe litera N: rămân afară două A și două O, care pot fi așezate la cele patru capete ale crucii, ca și cum ar fi literele alfa și omega, începutul și sfârșitul, în interiorul a patru cadrane împărțite de axele orizontale și verticale care formează crucea. Prin urmare, Pătratul ar fi un crux dissimulata, un sigiliu ascuns în folosul primilor creștini pe vremea persecuțiilor. Această interpretare este întărită de faptul că pătratul magic conține în el o cruce grecească disimulată, formată din intersecția, în centrul pătratului, a celor două apariții ale cuvântului "TENET", singurul cuvânt al structurii care este un palindrom. Această interpretare, oricât de plauzibilă, nu este acceptată de toți savanții, mai ales de cei care resping originea creștină a palindromului.